# Bioterrorismo

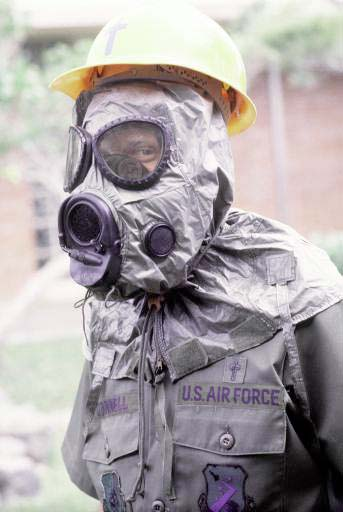
Un soldato statunitense equipaggiato con tuta anti-nucleare, biologica

Il bioterrorismo consiste nell'utilizzo intenzionale di agenti biologici (virus, batteri o tossine) in azioni contro l'incolumità pubblica quali attentati, sabotaggi, stragi o  minacce volte a creare panico e isteria collettiva.
Gli agenti biologici utilizzati possono essere reperiti in natura, o possono essere modificati dall'uomo al fine di aumentarne il potere distruttivo, la virulenza o la diffusione nell'ambiente. Quest'ultima può avvenire attraverso l'aria, l'acqua, il cibo o le bevande.

## Classificazione degli agenti biologici
Il CDC statunitense suddivide le armi biologiche usate nel bioterrorismo in tre categorie, a seconda della facilità di diffusione e del rischio maggiore o minore di malattia letale che provocano:
Categoria A
Comprende organismi e tossine altamente pericolose per la collettività per:
- la facile diffusibilità o trasmissione da persona a persona;
- il loro potere altamente letale;
- i fenomeni di panico e di isteria collettiva che possono causare;
- la necessità di adottare speciali contromisure su vasta scala per la tutela della salute pubblica.

Categoria B

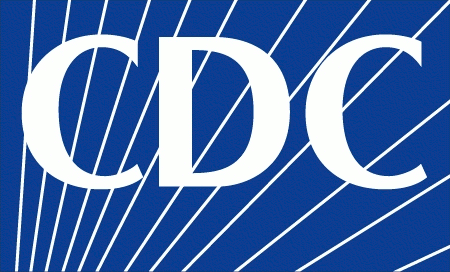
La CDC (Centers for Disease Control and Prevention): organismo con il compito di monitorare, prevenire e suggerire gli interventi più appropriati in caso di epidemie e/o guerra biologica

Comprende organismi moderatamente pericolosi per:
- la loro diffusibilità su scala ridotta;
- la capacità di provocare malattie potenzialmente meno letali;
- la necessità di misure di monitoraggio della salute pubblica meno intensive rispetto alla categoria A

Categoria C
Comprende organismi patogeni emergenti, potenzialmente modificabili attraverso l'ingegneria genetica per essere trasformati in armi biologiche. Questi agenti presentano:
- facile disponibilità nell'ambiente
- facile produzione
- alto potenziale in termini di virulenza e di impatto sulla salute pubblica.

## Storia
L'esposizione ad agenti biologici in ambiente di vita e di lavoro è un importante rischio per la salute, che deve essere ben conosciuto, al fine di poter sviluppare una corretta, aggiornata, utile attività d'informazione e mettere in atto validi piani di prevenzione, sorveglianza e controllo delle patologie correlate.
La possibile minaccia di atti di terrorismo con impiego di agenti biologici determina una necessità di approfondimento della materia. Nella storia le armi biologiche sono usate da molto più tempo delle armi chimiche o nucleari.
Fin dall'antichità sono stati deliberatamente realizzati oggetti di vario tipo per nascondere e trasmettere agenti di malattia al nemico. Come l'impiego di cadaveri o carcasse di animali infetti per contaminare pozzi, cisterne e raccolte d'acqua utilizzate dagli eserciti e dalla popolazione, veleni e altre sostanze tossiche ritrovabili in natura o realizzate ad hoc. Anche il virus del vaiolo è stato sfruttato come arma biologica. I tartari addirittura catapultavano cadaveri infetti da peste bubbonica oltre le mura delle città assediate, in modo da diffondere il contagio e la morte prima della battaglia.
Anche gli inglesi durante la guerra dei sette anni per sconfiggere gli indiani, che numericamente erano molti di più, si aiutarono con la guerra biologica. Infatti come atto di amicizia regalarono agli indiani coperte, ma queste in realtà provenivano da ospedali di malati di vaiolo che così si diffuse tra gli indiani causando decine e migliaia di morti.
Nel 1763 in Nova Scozia Sir Jeffrey Amherst, governatore dello Stato, distribuì ai pellerossa coperte utilizzate negli ospedali in cui si ricoverano i vaiolosi, diffondendo così il morbo tra le tribù indigene; nello stesso periodo gli inglesi mandarono tra i maori, in Nuova Zelanda, gruppi di prostitute malate di sifilide, sterminando così le popolazioni.

## Dal XX secolo ai giorni nostri
Più recentemente la guerra biologica ha assunto una connotazione scientifica; lo sviluppo della moderna microbiologia, durante il XIX secolo, ha fornito l'opportunità di isolare e produrre patogeni specifici come, ad esempio, il Bacillus anthracis e lo Pseudomonas mallei. La Germania sviluppò un programma di guerra biologica durante il primo conflitto mondiale, infettando il bestiame con gli agenti eziologici dell'antrace e della morva. Negli anni '30 tutti i maggiori Paesi svilupparono programmi di ricerca e di difesa batteriologici nonostante l'adesione al Protocollo di Ginevra (1925), che bandisce (senza dire nulla riguardo alla loro produzione), l'uso bellico delle armi chimiche e quelle biologiche. Nel 1933 un aerosol di batteri Serratia fu liberato vicino ad una canna di aerazione della metropolitana di Parigi.
In seguito a quest'attentato fu sviluppato un programma di controllo su batteri e virus potenzialmente utilizzabili nella guerra biologica. Nello stesso periodo la Gran Bretagna sviluppò un suo progetto, focalizzato sulle spore di antrace e sul loro raggio di diffusione quando lanciate con una bomba convenzionale. L'isola Gruinard, al largo delle coste della Scozia, fu scelta come luogo degli esperimenti e i dati ottenuti sono utilizzati sia dalla Gran Bretagna sia dagli USA. Subito dopo la prima guerra mondiale si cominciò a riflettere sulla pericolosità delle prime armi biologiche scientificamente costruite e presero il via i tentativi diplomatici volti a limitare la proliferazione e l'uso di armi di distruzione di massa. Dalla fine degli anni '60 le armi batteriologiche, fortunatamente, hanno assunto un'importanza sempre più marginale; le continue ricerche sui microrganismi, hanno, infatti, finito per ridurre a zero i microrganismi "segreti", cioè quelli contro di cui il nemico non ha alcuna difesa.
Nel 1931 durante l'occupazione della Manciuria da parte del Giappone, quest'unità utilizzò i prigionieri di guerra come cavie da laboratorio.
Inoltre sono documentate almeno cinque incursioni nel 1941 di aerei giapponesi sulla Cina con lo scopo di spargere la peste bubbonica.
Inoltre nel 1956 l'Unione Sovietica accusò gli USA di aver usato armi biologiche in Corea. Dopo questo divieto il programma statunitense cambiò: si utilizzarono agenti biologici surrogati per elaborare e modellare organismi più letali. Molti test consistono nello spruzzare segretamente organismi su aree popolate.
Dopo la memorabile irrorazione su San Francisco della Serretia Marcescens il programma venne dichiarato concluso. Ma nel 1969 si notò in quella zona un aumento delle infezioni di 5-10 volte.
Finalmente, nel 1972, un trattato internazionale, firmato da 160 Paesi e ratificato da 140 Paesi, ha messo al bando tutte le armi batteriologiche (Biological and Toxin Weapons Convention). Nonostante questo divieto, verso la metà degli anni '80, la corsa alle armi batteriologiche è ripresa con vigore, continuando fino ai nostri giorni. Da allora la storia dei trattati va di pari passo con quella degli esperimenti sulle armi biologiche che continuano in molti paesi. Mentre nel passato le armi biologiche erano pensate e costruite soprattutto per aggredire gli eserciti nemici, oggi è la popolazione civile ad essere bersaglio di queste armi da parte di gruppi terroristici.
L'uso, a volte, di armi biologiche rappresenta un grave problema di sanità pubblica. In caso di attacco bioterroristico, le prime risposte devono arrivare dalla polizia, dai vigili del fuoco e dal personale medico delle vicinanze. È chiaro che nei primi momenti dopo l'incidente non si conosce la natura dell'agente infettante, per cui è importante coinvolgere, nei piani di emergenza, anche esperti microbiologi (da inviare eventualmente sul campo per i rilevamenti o i campionamenti del caso) che possano fornire risposte più precise e in tempi brevi. Il tentativo fallito della setta giapponese della Sublime Verità di spargere un liquido con spore di antrace è stato, all'inizio degli anni Novanta, il primo attentato di bioterrorismo della storia. Anche Al Qaida ha tentato senza successo di produrre armi biologiche in laboratori ubicati nelle città afghane di Jalalabad e Kandahar. Tuttavia, nonostante l'ampia risonanza che questa minaccia ha avuto, si conoscono pochi tentativi di azioni vere e proprie, da parte di gruppi terroristici, volte a provocare eccidi tra la popolazione civile mediante l'impiego di agenti CBRN.
Fa eccezione il caso di contaminazione da salmonella di 751 persone (con esito non letale) da parte della setta di Rajneesh in Oregon negli Stati Uniti nel 1984 e i diversi attentati commessi dall'Aum Shinrikyō in Giappone, con l'uso di agenti chimici e biologici, che nel giugno del 2004 hanno provocato la morte di sette persone e il ricovero di duecento a Matsumoto, e dodici morti e il ricovero di mille persone a Tokio. Con gli attentati all'antrace negli USA, nell'autunno 2001, e i più recenti attacchi alle reti del trasporto pubblico di Madrid e Londra, anche l'Europa si prepara a uno scenario ancora peggiore. Nell'agosto 2005, le rivelazioni che una cellula di Al Qaeda stava progettando un attentato con gas sarin contro la Camera dei Comuni britannica, nonché un incidente, avvenuto nel maggio del 2004, con il lancio di profilattici pieni di una polvere viola contro il Primo ministro Tony Blair, durante l'ora delle interrogazioni, hanno messo in luce l'alto grado di vulnerabilità dei parlamenti nazionali e la mancanza di preparazione a gestire casi del genere. Come reazione a questi eventi, su entrambe le sponde dell'Atlantico sono state promosse misure volte a individuare metodi adeguati per la rilevazione di eventuali attacchi con agenti biologici. Gli USA hanno mostrato l'impegno maggiore con un'iniziativa globale denominata "Biodefense for the 21st Century", lanciata nell'aprile 2004 dal Presidente Bush. Secondo uno studio, dopo l'11 settembre, i fondi di bilancio complessivamente stanziati per la difesa da agenti biologici sono aumentati di sedici volte, da 305 milioni di dollari nell'esercizio 2001 a circa 5 miliardi di dollari per gli esercizi 2004, 2005 e 2006. L'incremento dei finanziamenti destinati alla ricerca nel settore della difesa da agenti biologici del National Institute of Health è ancora più sorprendente: essi sono aumentati di 34 volte dal 2001 al 2006. Per contro, il governo britannico nel bilancio 2003 ha stanziato 260 milioni di sterline per misure di lotta contro il rilascio di agenti biologici.

## Principali agenti e sostanze impiegate
Le sostanze usate con scopi di bioterrorismo sono in genere materiali biologici quali batteri o virus, che vengono utilizzati in atti di guerra contro un paese o gruppo di persone. L'invio di spore di antrace attraverso il sistema di posta degli Stati Uniti nel 2001 è stato il primo utilizzo di un agente di bioterrorismo contro gli Stati Uniti. Oltre alla posta negli Stati Uniti, le armi biologiche possono infettare i prodotti alimentari, l'acqua potabile e branchi di animali.
Il Centers for Disease Control and Prevention (CDC) classifica gli agenti biologici in funzione del rischio che rappresentano per il pubblico. Quelli che presentano il rischio più elevato, perché possono essere facilmente diffusi e possono causare mortalità elevata, sono classificati come categoria A. Tali sostanze comprendono batteri e virus che causano malattie come:
- carbonchio,
- botulismo,
- peste,
- tularemia,
- il vaiolo, e febbre emorragica virale (come ad esempio quella sostenuta dai virus Hantavirus e Ebola).

Il CDC classifica gli agenti biologici che presentano un rischio moderato per il pubblico come categoria B. Questi agenti possono essere diffusi con una certa facilità e possono causare un grado moderato di malattia, ma i tassi di mortalità a causa di queste malattie sono generalmente bassi. [Per informazioni più specifiche sugli agenti di bioterrorismo e sulle contromisure che il governo americano sta prendendo per prepararsi in caso di un altro attentato bioterroristico, visitare il sito web del CDC sul bioterrorismo.
Oltre ad agenti biologici, anche agenti chimici o radioattivi possono anche essere usati come arma di bioterrorismo. Il CDC classifica gli agenti chimici in base alla attività da essi esplicata sulla pelle, nei polmoni, nel tratto gastrointestinale e sul sistema nervoso. L'unico utilizzo di agenti chimici da parte di un gruppo terroristico si è verificato nel 1994 e nel 1995, quando la setta Aum Shinrikyō ha rilasciato il gas nervino sarin in Giappone a Matsumoto ed a Tokyo, causando 19 morti e obbligando migliaia di persone al ricovero ospedaliero o al trattamento ambulatoriale.
Gli agenti radioattivi sono incolori, inodori ed invisibili. La contaminazione di cibo, acqua od oggetti può causare all'uomo ed agli animali inabilità o morte ed inoltre è difficile da evidenziare. I sintomi di esposizione alle radiazioni possono includere nausea, vomito, diarrea e, a seconda del grado di esposizione, gengive sanguinanti, epistassi, ecchimosi, e perdita di capelli. L'esposizione ad agenti radioattivi avviene attraverso ingestione, inalazione o la contaminazione di una ferita aperta. Un esempio di un agente radioattivo è il polonio 210 che, nel 2006, è stato la causa della morte del dissidente russo, Aleksandr Val'terovič Litvinenko.